# Kalavati Devi
Kalavati Devi (1965) es una albañil india que se convirtió en constructora de aseos en Kanpur. Transformó su propia comunidad instalando un retrete de 50 plazas y luego se trasladó a otras comunidades. Ha ayudado a construir 4.000 retretes mejorando la suerte sobre todo de mujeres y niños. En 2019 fue galardonada con el Nari Shakti Puraskar (el premio más importante para mujeres en la India).

## Biografía
Devi nació en la década de 1960 y sus orígenes se sitúan en Sitapur. Llegó a Raja purwa cerca del templo JK Kanpur cuando tenía 14 años para casarse con Jairaj Singh que tenía 18 años. Uno de los empleos de su marido era trabajar como cortador de suelos para un grupo sin ánimo de lucro llamado Shramik Bharti.
Vivían en Raja Purwa Kanpur y a ella le repugnaba que la gente defecara en la calle. Su marido la apoyó y, cuando decidió que iba a construir aseos en su barrio, la acompañó a conocer a Shramik Bharti. Les entusiasmó la idea de construir unos aseos de 10 a 20 plazas. Se pusieron en contacto con las corporaciones locales y le ofrecieron conseguir 200.000 rupias si ella lograba reunir 100.000. Ella lo intentó y consiguió una buena suma y, lo que es más importante, entusiasmo por la idea. Finalmente, se construyeron unas instalaciones con 50 plazas.

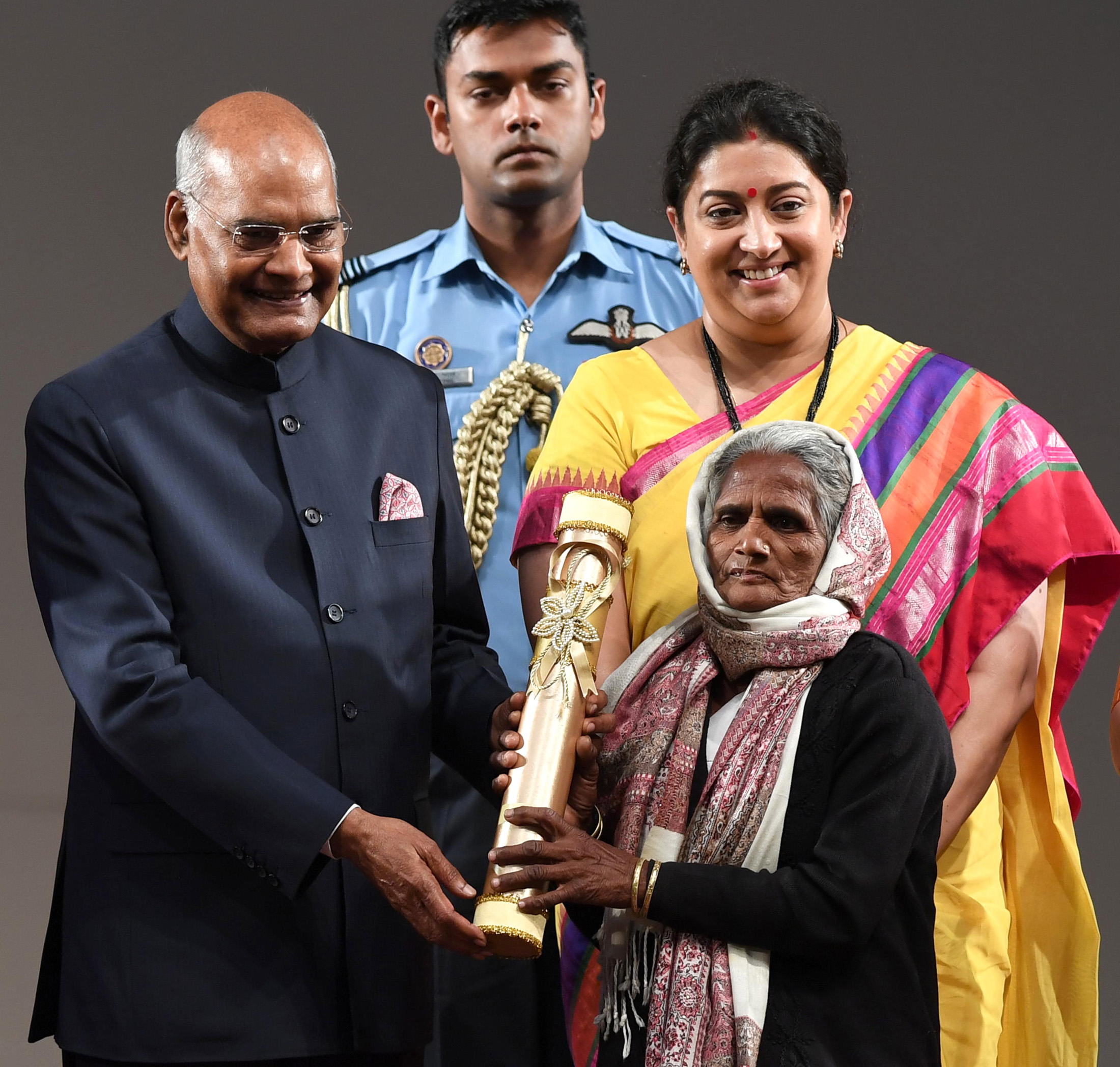
El presidente Ram Nath Kovind le presenta la Nari Shakti Puraskar

Ella había encontrado su papel, pero quería hacer más que recaudar fondos y organizar, así que decidió convertirse en albañil y Shramik Bharti encontró fondos para ayudarla con su formación.
Tanto su marido como su yerno murieron, dejándola como única asalariada que tenía que mantener a su hija y a sus dos nietos. En 2015 trabajaba en el poblado chabolista de Rakhi Mandi, donde 700 familias vivían sin un solo retrete. Devi se ofreció a ayudar y convenció a WaterAid para que le ayudara a financiar algunos aseos. La comunidad local no estaba dispuesta a ceder tierras ni dinero, ya que estaban contentos con su situación y temían que la oferta de ayuda tuviera un objetivo oculto, a pesar de las alcantarillas abiertas, de que niños y adultos tenían que defecar en la calle y de que se hablaba de agresiones y de una violación. Devi fue a construir los aseos y algunos días tuvo que caminar 5 km bajo una lluvia torrencial, después de coger dos autobuses.

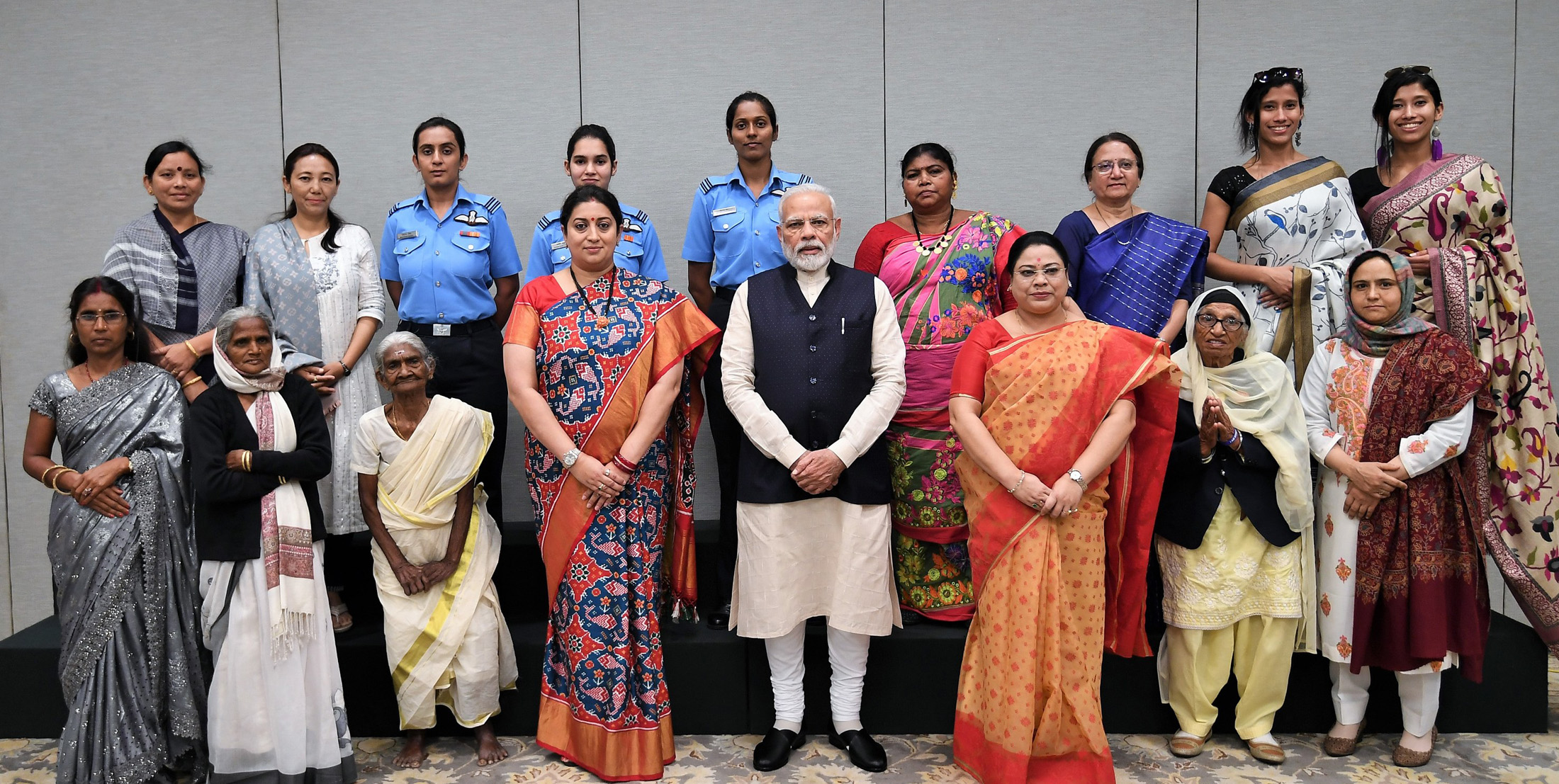
El primer ministro Narendra Modi con los galardonados con el premio Nari Shakti en el Día Internacional de la Mujer de 2020. Devi está al frente, en el extremo izquierdo pero uno

El Día Internacional de la Mujer de 2020 se hizo cargo de la cuenta de Twitter del Primer Ministro indio. Fue una de las que el Primer Ministro apodó las «siete magníficas» que ese día tuitearon en su nombre. Se eligieron siete tuiteros, pero los premiados fueron Padala Bhudevi, Bina Devi, Arifa Jan, Chami Murmu, Nilza Wangmo, Rashmi Urdhwareshe, Mann Kaur, Kaushiki Chakrabarty, Avani Chaturvedi, Bhawana Kanth, Mohana Singh Jitarwal, Bhageerathi Amma, Karthyayani Amma y Devi. Su labor fue reconocida cuando el presidente Ram Nath Kovind le concedió uno de los doce premios Nari Shakti Puraskar. Los premios se entregaron el Día Internacional de la Mujer en Nueva Delhi.

## Historia
Kalavati Devi ganó el premio como mujer albañil que construye baños. Otra mujer, Sunita Devi, había ganado el mismo premio por un trabajo similar el año anterior, por su trabajo en Jharkhand.